# Sarah Iversen
Sarah Aaberg Iversen (født 10. april 1990) er en dansk håndboldspiller. Hun spiller for Ikast Håndbold og Danmarks landshold. Hun har tidligere optrådt for HC Odense og Nykøbing Falster Håndboldklub. Hun har op til flere U-landsholdskampe på CV'et, som også tæller OL- og VM-bronze på U-niveau.
Hun er storesøster til Team Esbjerg-stregspiller og landsholdskollega Rikke Iversen.

## Håndboldkarriere

### Klubhold
Iversen startede som ung med at spille håndbold i Virum-Sorgenfri HK og derefter for Lyngby HK. Da hun var blot 18 år, skiftede hun til Nordkøbenhavn Håndbold, og efter en enkelt sæson skiftede hun til Nykøbing Falster Håndboldklub i 1. division. Her spillede hun i tre sæsoner inden hun tog til ligaklubben HC Odense. Det var også for Odense, at hun d. 19. marts 2015 fik debut for Danmarks kvindelandshold mod Frankrig. I sommeren 2016 skiftede Iversen dog tilbage til Nykøbing Falster Håndboldklub, hvor hun delte stregpositionen med først Mette Gravholt og senere Anna Lagerquist. I 2017 var hun med til at vinde det danske mesterskab for første gang med klubben og kvalificerede sig efterfølgende til EHF Champions League.
Året efter skiftede hun til topklubben Herning-Ikast Håndbold, hvor hun også sikrede flere titler bl.a. DHF's Landspokalturnering 2019. Fremme ved 2023 vandt klubben også deres første titel siden 2015, i det man vandt over Iversens tidligere klub NFH i EHF European League-finalen. I oktober 2024 forlængede hun sin kontrakt med klubben frem til 2027.

### Landshold
På landsholdet har Iversen udviklet sig til en de mest rutinerede spillere. Efter to år omkring landsholdet fik hun første gang slutrundedebut ved VM i Tyskland 2017 under Klavs Bruun Jørgensen, hvor holdet nåede til kvartfinalen. Efterfølgende har hun deltaget ved samtlige slutrunder med undtagelse af EM i 2020 på hjemmebane, hvor hun var gravid og VM i 2021 i Spanien hvor hun ikke blev udtaget.
Det blev dog et gensyn da hun gjorde comeback på landsholdet ved EM i 2022 i Slovenien, hvor især det danske midterforsvar skulle styrkes som følge af fraværet af Line Haugsted. Her bidrog Iversen med sin forsvarskompetencer, der bl.a. sikrede Danmark en EM-sølvmedalje. Ved VM i 2023 i Danmark, Sverige og Norge vandt hun også VM-bronze og var nu en selvskrevet spiller på landsholdet. Derfor var det heller ikke en overraskelse, at Iversen var blandt de 14 spillere, der sikrede Danmark olympisk bronze ved Sommer-OL 2024 i Paris.
Fremme ved EM i 2024 i Schweiz, Ungarn og Østrig pådrog hun sig en større knæskade i en mellemrundekampe mod Slovenien den 9. december 2024, der gjorde hun udtrådte af EM-truppen og efterfølgende skal sidde ude resten af 2024/25-sæsonen for Ikast Håndbold.

## Privatliv
Iversens lillesøster, Rikke Iversen, er ligeledes også professionel håndboldspiller for Team Esbjerg, og er også en fast del af det landshold gennem mange år. Ved EM i 2022 blev de to de første søstre til at repræsentere Danmark ved samme slutrunde.